# Stéphanie Colosse
Stephanie Florence Colosse (sinh năm 1987) là một công dân Pháp và nữ hoàng sắc đẹp đến từ Martinique.
Colosse đã giành được danh hiệu Hoa hậu Thế giới Martinique vào tháng 6 năm 2005, cũng giành được Nụ cười đẹp nhất và Giải thưởng ăn ảnh nhất. Cô là thí sinh thứ hai đại diện cho Martinique tại Miss World. Cô ấy cao 171 cm.
Cô hiện đang theo học văn bằng khoa học sinh học để có thể trở thành thành viên của lực lượng cảnh sát khoa học của đất nước mình và đang hướng tới trở thành một y tá.
Colosse đang tham gia Miss World 2006 và là người vào chung kết trong sự kiện Fast Track thể thao.